# Římskokatolická farnost Vysoké nad Jizerou
Římskokatolická farnost Vysoké nad Jizerou (lat. Hochstadium, Wysoka) je církevní správní jednotka sdružující římské katolíky na území města Vysoké nad Jizerou a v jeho okolí. Organizačně spadá do turnovského vikariátu, který je jedním z 10 vikariátů litoměřické diecéze.

## Historie farnosti
Od roku 1344 byla v místě plebánie. Během třicetileté války se od roku 1631 farnost stala filiálkou fary v Semilech. Matriky jsou v místě vedeny od roku 1695. Farnost byla kanonicky obnovena roku 1700, a od roku 1701 zde byl ustanoven první farář.

### Duchovní správcové vedoucí farnost
Začátek působnosti jmenovaného v duchovní správě farnosti od:
- do 4. 8. 1354 Franc (†)
- 4. 8. 1354[3] Petr
- 1369   Joannes z Dolan, † 1371
- 1371   Wenceslaus, † 1392
- 1392   Martinus
- 1415   Vachek
- 1701   proto par. Wenc. Anton. Grüner
- 1718   Karel Antonín Pavel (Petr) Kramář (farář v období výstavby vysockého kostela), † 7. 1. 1754
- 1753   Math. Kramarz, † 24. 7. 1785
- 1786   Jos. Patoczka, n. 1732, † 2. 5. 1816
- 1816   Jos. Nigrin, n. 19. 6. 1766 Hochstadt., o. 23. 8. 1792, † 29. 4. 1821
- 1821   Jos. Krámarz, n. 28. 8. 1783 Hochstadt., o. 30. 8. 1806, † 13. 12. 1851
- 1852   Jos. Nečasek, n. 10. 2. 1794 Hochstadt., o. 23. 8. 1818, † 13. 8. 1869
- 1869   Jos. Kočí, n. 4. 3. 1814 Tatobity, o. 3. 8. 1837, † 6. 7. 1877
- 1877   Jos. Holý, n. 20. 7. 1818 Hochstadt, o. 25. 7. 1843, † 6. 10. 1895
- 1890   Franc. Čapek, n. 5. 7. 1851 H. Jeseník, o. 18. 7. 1875
- 1896   Anton. Laš, n. 28. 2. 1864 Chvalkovice, o. 22. 5. 1887
- 1903   par. vacat admin. interc. Jos. Voborník
- 1904   Jos. Čermák, n. 22. 10. 1840 Leskov, o. 15. 7. 1868, † 15. 1. 1916
- 1909   Jos. Bém, n. 24. 2. 1866 Semily, o. 17. 7. 1892,  † 17. 11. 1931
- 1931   par. vacat admin. interc. Jan Fornůsek
- 1933   Jan Fornůsek, n. 29. 7. 1898 Kunovice (M), o. 1. 7. 1928, † 23. 5. 1963
- 1. 9.  1940    Alois. Liehmann, n. 20. 12. 1894 Vepřek, o. 27. 6. 1920, † 15. 5. 1961
- 1. 5.  1960    Bohuslav Skácel, admin.
- 1. 8.  1972    Jan Fexa, admin.
- 15. 11. 1977 MUDr. Ladislav Kubíček, admin.
- 1. 10. 1987   Pavel Antonín Kejdana OFM, admin.
- 1. 4.  1989   Petr Kubíček, admin.
- 15. 8. 1991   Josef Mazura, admin. exc. z Jablonce nad Jizerou, královéhradecká diecéze
- 1. 8.  1992    Josef Hubálek
- 1. 9.  1996    Stanislav Jílek
- 1. 7.  1997    Jan Jucha M.S.
- 1998 Štefan Pilarčík, admin. exc. ze Semil
- 1. 8.  1998    Jaroslav Gajdošík
- 1. 5.  1999    Jan Jucha MS
- 1. 9.  2002    Jaroslav Gajdošík, admin. exc. ze Semil
- 1. 7.  2003    Pavel Ajchler, admin.
- 1. 10. 2006   Jaroslav Gajdošík
- 1. 9.  2010    Antonín Sporer, od 1. 5. 2014 farář (7. 5. 1940 v Malackách – 12. března 2016 Masarykova nemocnice v Jilemnici[4])
  - 1. 4. 2016 – 1. 7. 2016 trvalý jáhen Mgr. Ing. Michael Koudelka, admin. in materialibus

1. 7.  2016    Milan Matfiak, farář
Kromě kněží stojících v čele farnosti, působili ve farnosti v průběhu její historie i jiní kněží. Většinou pracovali jako farní vikáři, kaplani, katecheté, výpomocní duchovní aj.

## Území farnosti
Do farnosti náleží území obce:
- Helkovice (Helkowitz[7])[p 2]
- Horní Tříč[2] (Tschisch varianta Třič[7])[p 2]
- Roprachtice - část obce (Ruppersdorf varianta Ruprechtice, Rochpratice[7])[p 2]
- Sklenařice[2] (Glasersdorf[7])[p 2]
- Stanový[2] (Stanow[7])[p 2]
- Stará Ves[2] (Altendorf[7])[p 2]
- Tříč (Tschitsch varianta Třič[7])[p 2]
- Vysoké nad Jizerou[2] (Hochstadt an der Iser varianta od 1912 „nad Jizerou“[7])[p 2]

## Římskokatolické sakrální stavby a místa kultu na území farnosti
| | Fotografie                               | Stavba                            | Místo              | Bohoslužby                      | Zeměpisné souřadnice           | Status       | Číslo kulturní památky                       |
| Kostel | Kostel                                   | Kostel                            | Kostel             | Kostel                          | Kostel                         | Kostel       | Kostel                                       |
| --- | ---------------------------------------- | --------------------------------- | ------------------ | ------------------------------- | ------------------------------ | ------------ | -------------------------------------------- |
| 1. | Kostel sv. Kateřiny (Vysoké nad Jizerou) | Kostel sv. Kateřiny Alexandrijské | Vysoké nad Jizerou | bližší informace o bohoslužbách | 50°41′6″ s. š., 15°24′9″ v. d. | farní kostel | 19568/6-2862 (Pk•MIS•Sez•Obr•WD) (Q23656809) |
| Některé drobné sakrální stavby a pamětihodnosti lze dohledat zde v databázi Drobné sakrální památky Zaniklé sakrální stavby lze dohledat zde v databázi Poškozené a zničené kostely, kaple a synagogy v České republice |                                          |                                   |                    |                                 |                                |              |                                              |

Ve farnosti se mohou nacházet i další drobné sakrální stavby, místa římskokatolického kultu a pamětihodnosti, které neobsahuje tato tabulka.

## Galerie

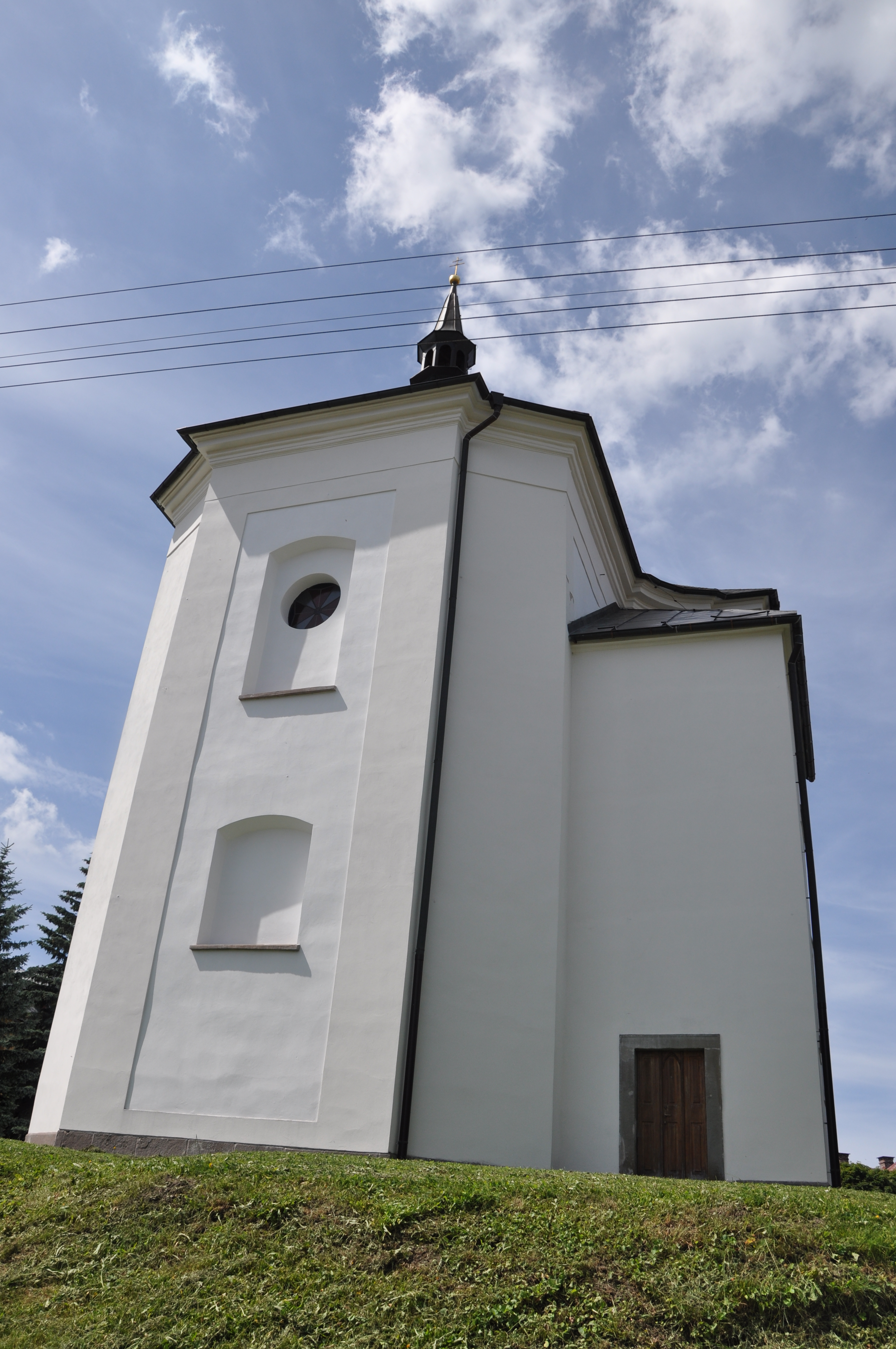
Závěr kostela sv. Kateřiny (Vysoké nad Jizerou)
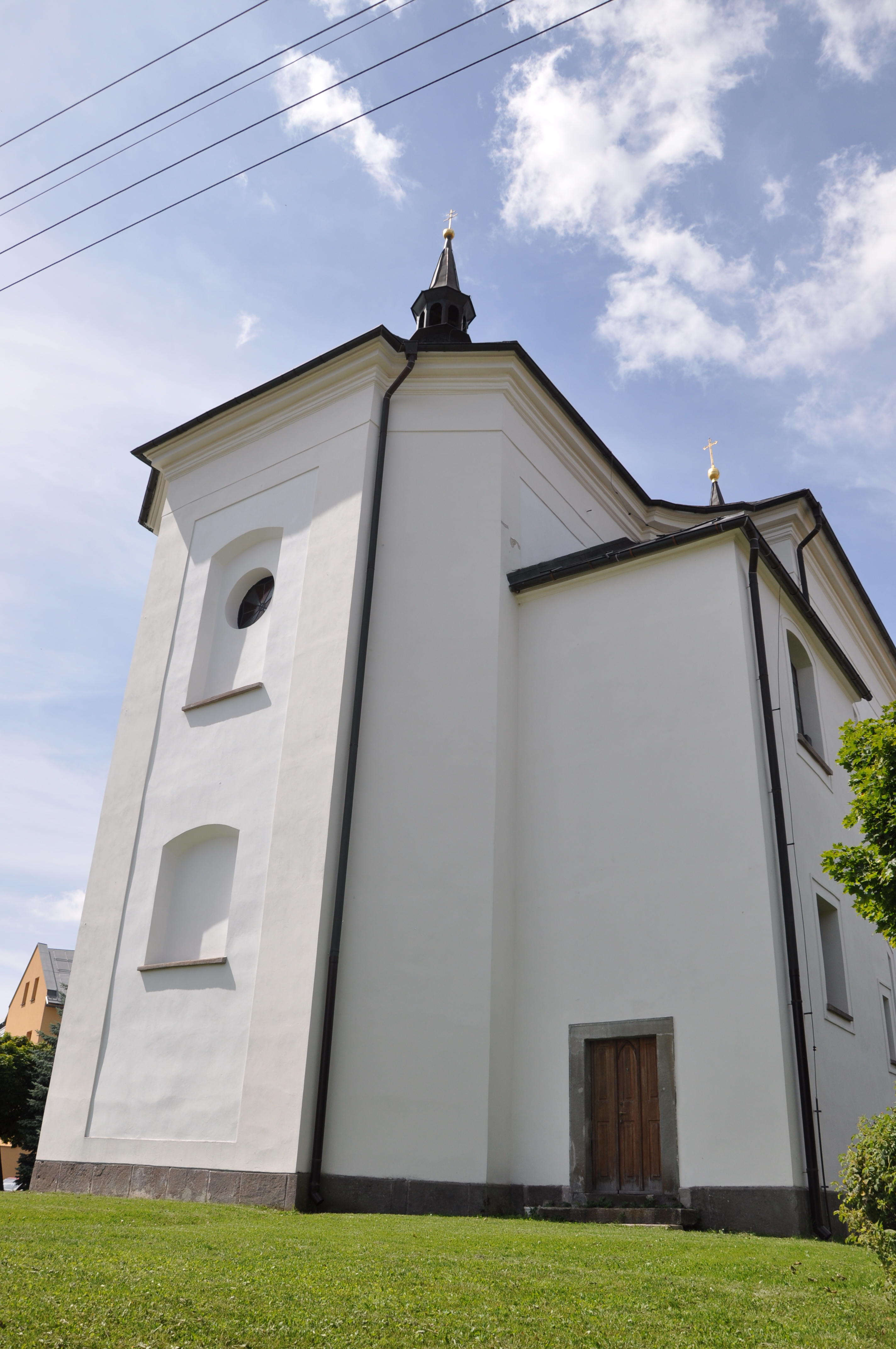
Vchod sakristie a panské oratoře kostela sv. Kateřiny (Vysoké nad Jizerou)
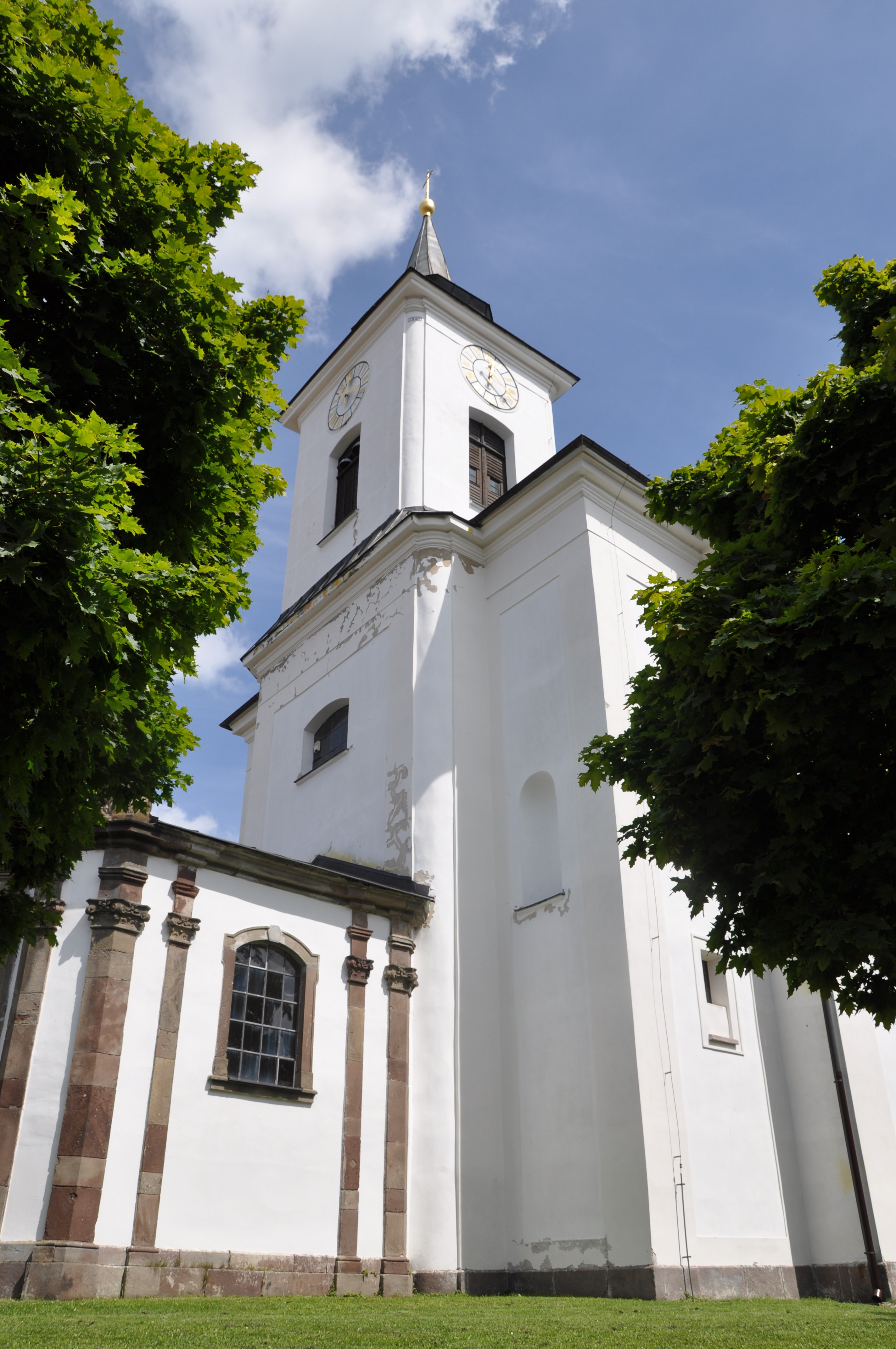
Předsíň a věž kostela sv. Kateřiny (Vysoké nad Jizerou)
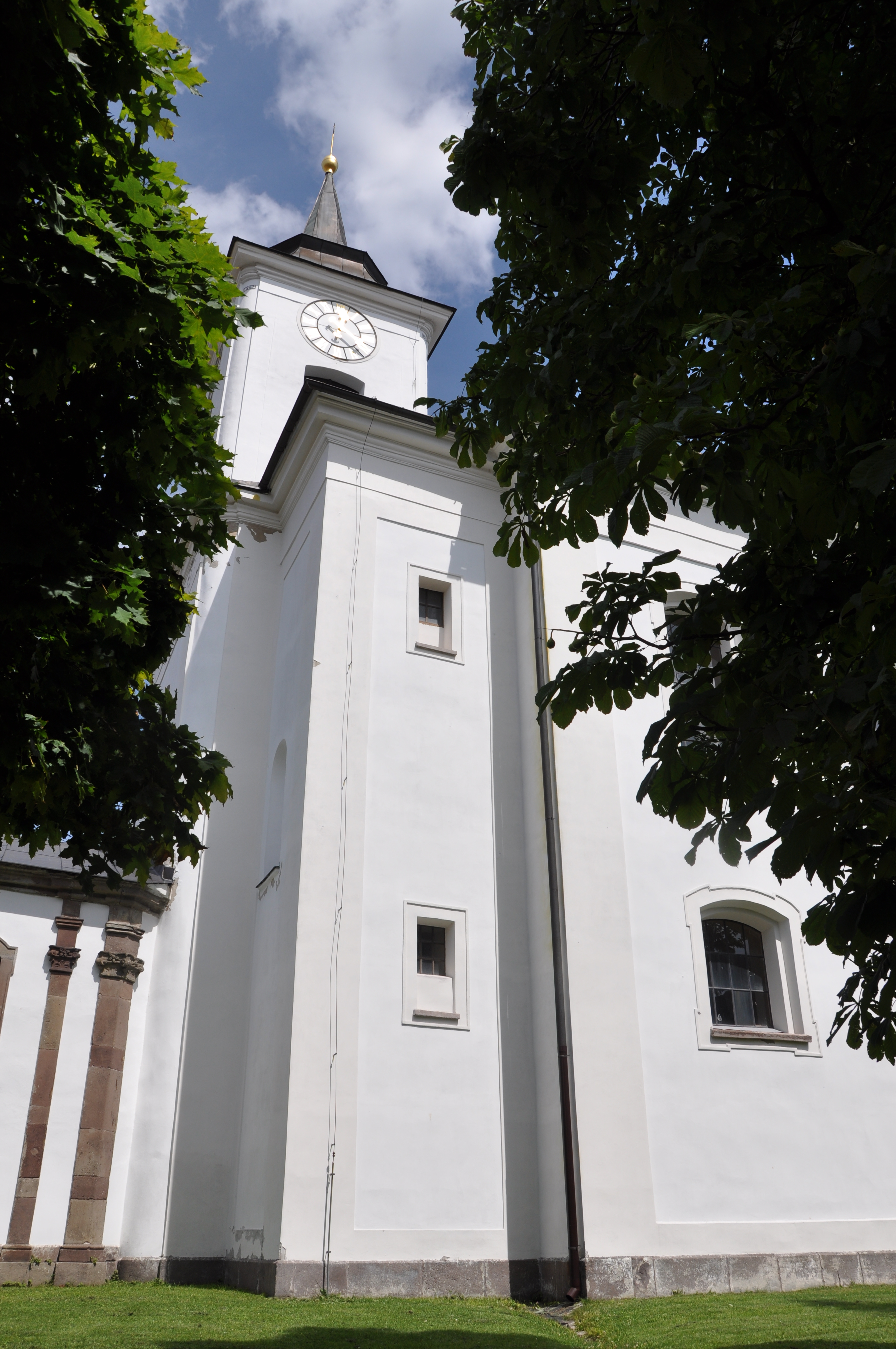
Vnější zdi bočního schodiště na věž kostela sv. Kateřiny (Vysoké nad Jizerou)
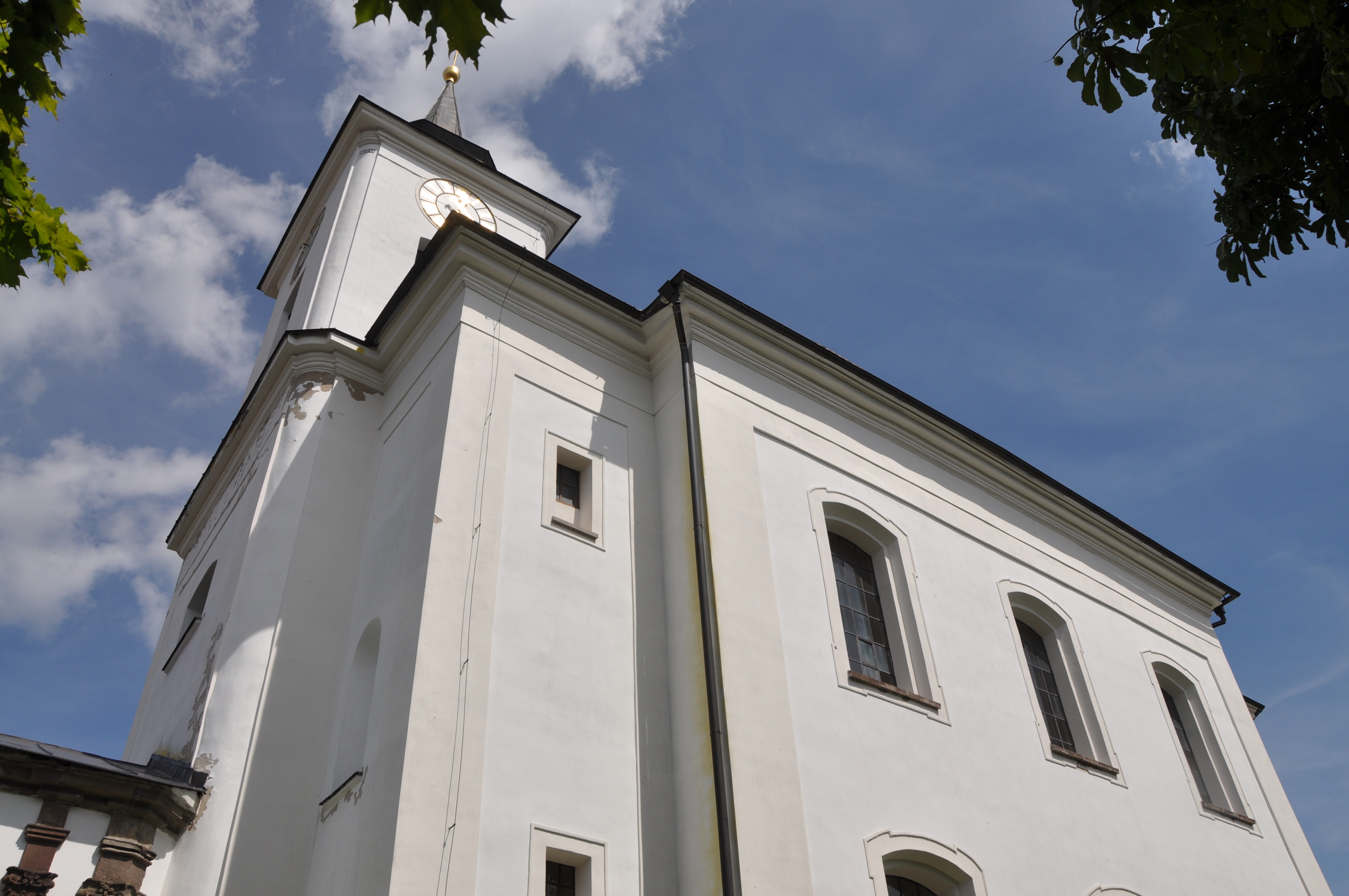
Jihozápadní roh kostela sv. Kateřiny (Vysoké nad Jizerou)
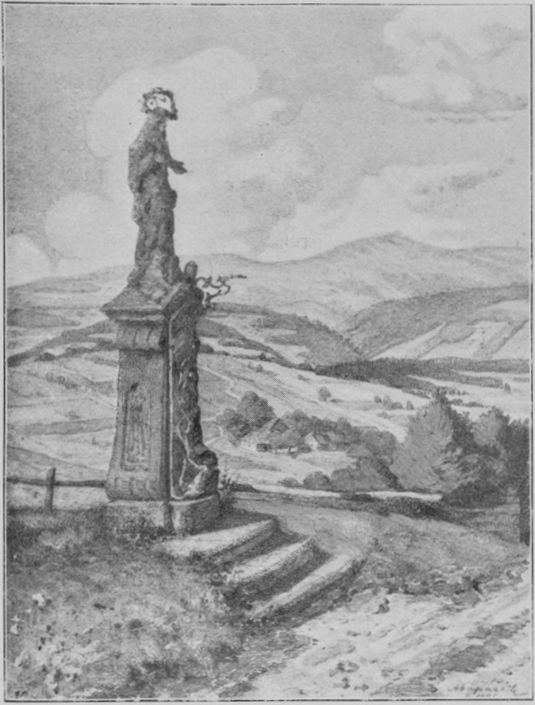
Malba sochy svatého Jana Nepomuckého z roku 1762 při staré cestě do Tříče ve Vysokém nad Jizerou s výhledem přes Tříčská vrcha na krkonošskou horu Kokrháč (autor Anastáz Papáček)